# Iso-Syvä
Iso-Syvä är en sjö i kommunen Pieksämäki i landskapet Södra Savolax i Finland. Sjön ligger 110,8 meter över havet. Arean är 1,19 kvadratkilometer och strandlinjen är 8,27 kilometer lång. Sjön  ingår i Kymmene älvs huvudavrinningsområde.   Den ligger omkring 61 kilometer norr om S:t Michel och omkring 260 kilometer norr om Helsingfors. 
Iso-Syvä ligger söder om Naarajärvi. 